# Börgöls bruk
Börgöls bruk var en stångjärnshammare i Börgöl, Risinge socken, nuvarande Finspångs kommun.

## Historik
Gabriel Gyllenståhl grundade tillsammans med Louis de Geer ett järnbruk 1684 på frälsegården Börgöls ägor i Risinge församling. Bruket hade en hammare som drevs av vatten från Börgölsån som utmynnar i Ormlången. Järnet hämtades från Bergslagen och stångjärnet fraktades till Norrköping för att säljas. Smedjan brann ner 1693 och återuppbyggdes på bekostnad av Gabriel Gyllenståhl som nu var ensam ägare. Han arrenderade ut driften till smeder från 1695. På platsen uppfördes även en mjölkvarn och en enbladig ramsåg. Verksamheten pågick fram till 1871.